# William Anderson (hockey sur glace)
Pour les articles homonymes, voir William Anderson et Anderson.
William Harding Anderson (né le 1er avril 1901 à Nantwich, mort le 23 février 1983 à Birkenhead) est un joueur britannique de hockey sur glace.

## Biographie
Son père, William Anderson Sr., originaire de Southampton, fonde avec son associé William Hall un grand magasin généraliste nommé Hall & Anderson à Calcutta en Inde. Sa mère, Elizabeth Harding, originaire de Nantwich, y est couturière. Ils se sont mariés en 1892 en Inde, mais reviennent brièvement en Angleterre pour qu'Elizabeth accouche.
William Anderson Jr. est un élève du Clifton College et fait partie de l'association des anciens élèves.
Il fait une carrière de souscripteur pour la Lloyds. En 1931, il épouse Mabel Funston, une actrice de quinze ans son aîné, et vit à Birkenhead jusqu'à sa mort. Lui et Mabel n'ont pas d'enfants.

## Carrière
William Anderson découvre le hockey en Grande-Bretagne. Il est étudiant au Caius College de 1921 à 1924 et devient joueur de l'équipe de hockey sur glace de l'université de Cambridge pendant ses études. Il occupe aussi bien les postes de défenseur et de gardien, et il est capitaine pendant la saison 1923-1924.
Il fait partie de l'équipe nationale de Grande-Bretagne qui remporte la médaille de bronze aux Jeux olympiques de 1924,, cette fois en tant que gardien de but.